# Lemon & Paeroa

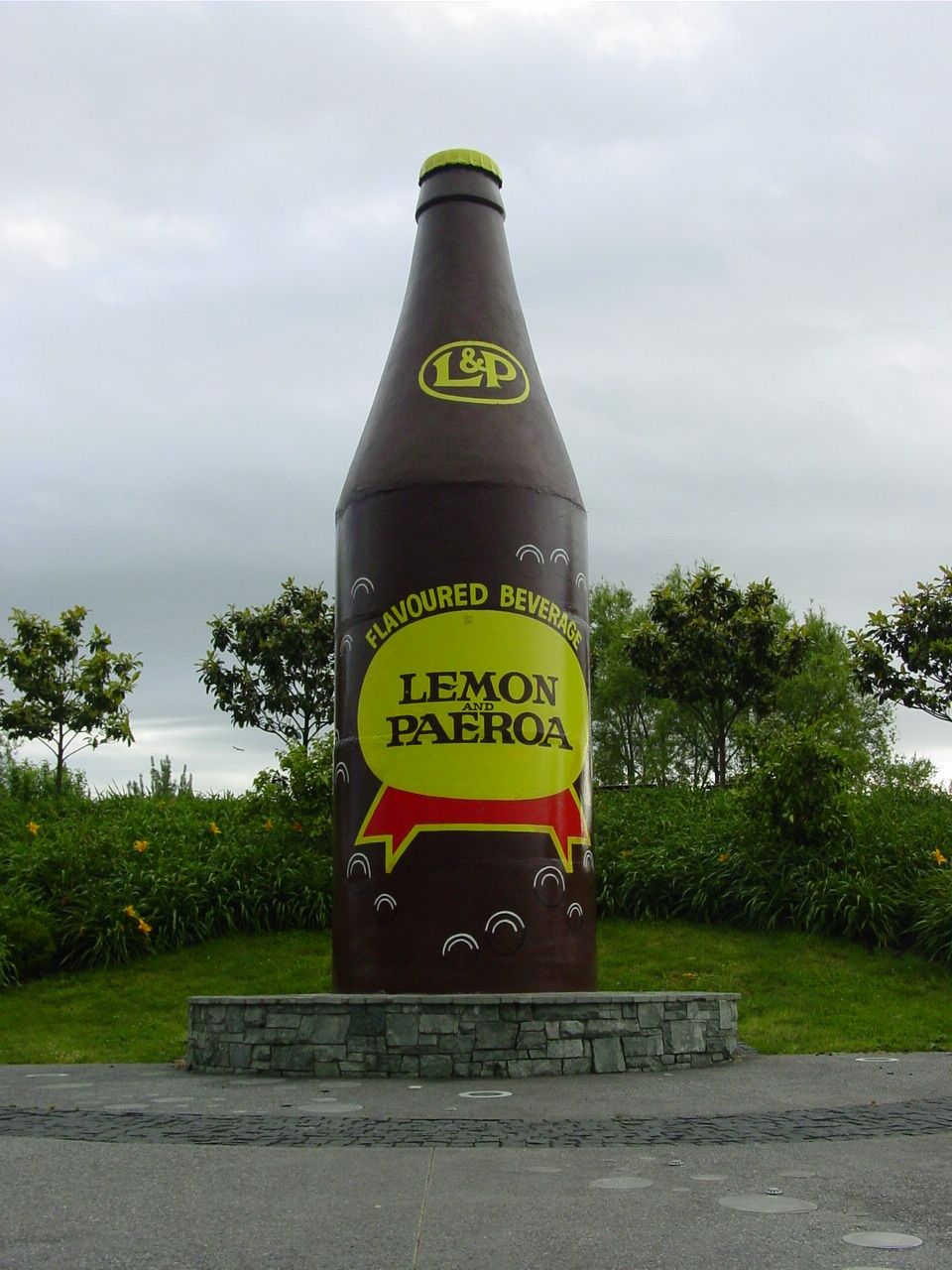
Modell einer L&P Flasche in Paeroa mit dem Etikett aus den 1970er bis 1990er Jahren.

Lemon & Paeroa, oder kurz L&P, ist ein kohlensäurehaltiges Erfrischungsgetränk, das ausschließlich in Neuseeland hergestellt und vertrieben wird. Der Geschmack des farblosen Getränks ist leicht süß. Die Herstellung erfolgt nach traditionellem Rezept mit Zitronensaft und Mineralwasser aus Paeroa. 
Seit 2005 gibt es auch Sweet As L&P, eine Variante mit künstlichem Süßstoff. 
Mittlerweile wird das Produkt vom australischen Unternehmen Coca-Cola Amatil hergestellt.
Dieses und andere  Produkte des Coca-Cola Konzerns für Neuseeland werden in Aucklands Stadtteil Mount Wellington abgefüllt.
Der Slogan „World famous in New Zealand“ (deutsch: „Weltberühmt in Neuseeland“) mit dem L&P seit den 1990ern beworben wird, ist in Neuseeland mittlerweile zum geflügelten Wort  geworden.